# Pipervikskirken

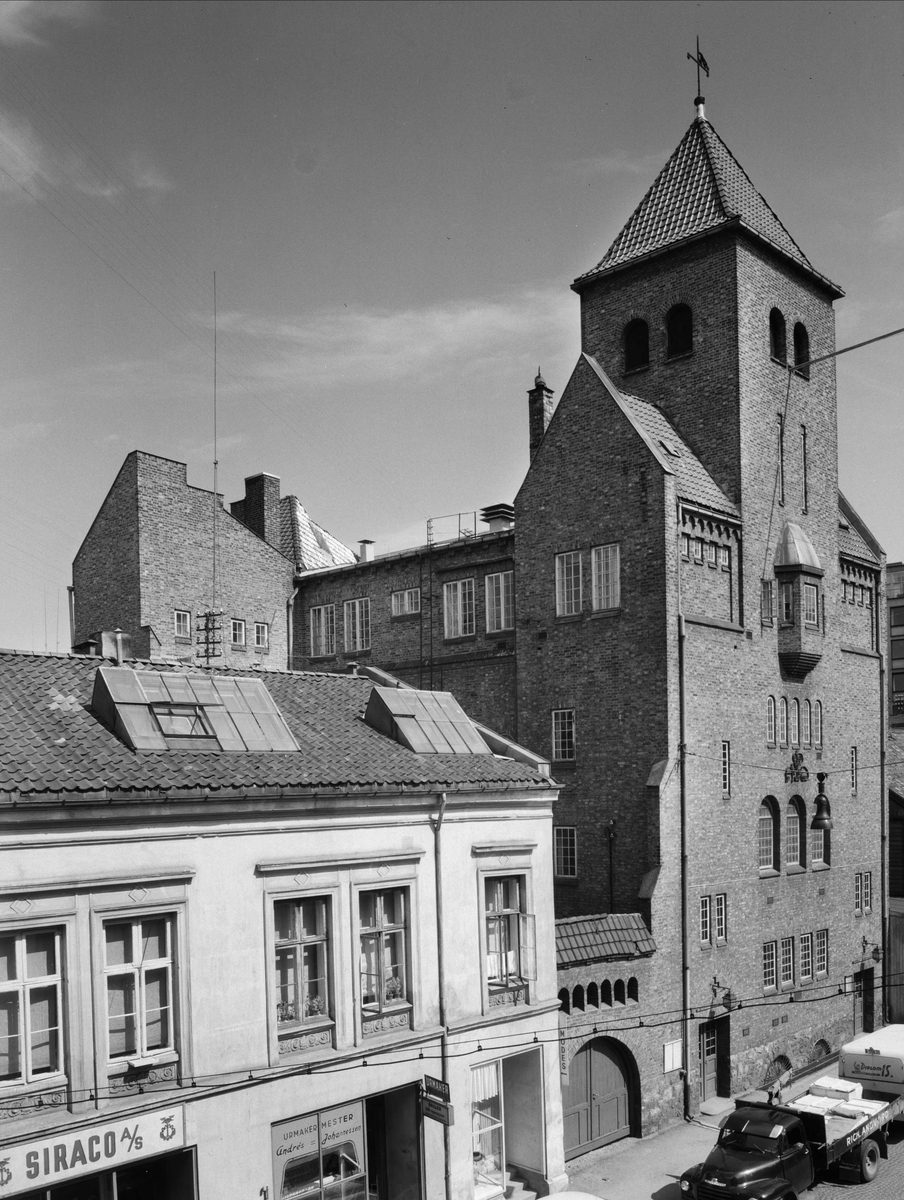
Die "Pipervikskirken" im Jahr 1956

Die Pipervikskirken (Pipersviker Kirche), oder auch Piperviken småkirke (Pipersviker Kapelle) war eine Kirche im Munkedamsveien 12 im Stadtviertel Pipervika in der norwegischen Hauptstadt Oslo.
Die Kirche wurde im Jahr 1910 als eine Filialkirche zur damaligen Johanniskirche am Christiania Torv errichtet und 1911 geweiht.
Verantwortlicher Architekt für Planung und Ausführung des Baus war der Norweger Harald Aars. Bereits im Jahr 1959 wurde im Zuge der Flächensanierung des Stadtviertels Pipervika die Kirche wieder abgerissen.
Die abgerissene Kirche wird als ehemaliges Kulturhistorisches Denkmal unter der Nummer 85260 im Register des „Riksantikvars“, der staatlichen Denkmalpflege, geführt.
Als eine Besonderheit verfügte sie über sechs kleine Wohnungen (Studentenzimmer) in den oberen Stockwerken und im Turmbereich.